# Vanilla
```

```

Vanilla је род вишегодишњих скривеносеменица из породице орхидеја (Orchidaceae) који чини око 110 различитих врста. Врсте из рода Ваниле расту у тропским и суптропским подручјима Централне и Јужне Америке, Африке, Азије и Океаније, а регистровано је и постојање 5 врста на југу Флориде у Сједињеним Државама.
Званичну научну номенклатуру рода дао је Шарл Плум 1754. на основу истраживања Филипа Милера. Назив ванила изведен је од деминутива шпанске речи vaina којом се означава махуна, што је у вези са чаурастим плодом у виду махуне који дају ове биљке (литерално „махуница”).
Најпознатија и комерцијално најраширенија врста овог рода је  која води порекло из јужног Мексика. Плодови неких врста ваниле користе се за добијање ароматичног једињења ванилина који има широку употребу у прехрамбеној и козметичкој индустрији (видети ванила).

## Опис рода
Ванила је биљка која потиче од француског и шпанског назива за „малу махуну". Главни извор је орхидеја Vanilla planiflolia, kоја се дуго гајила у Мексику. Ванила има воштане, зеленкастожуте цвјетове који расту у бокору. Сваки цвијет се отвара само један дан у години на неколико сати.Астеци су ванилу користили као као зачин у ритуалима и пићу зачињеним чоколадом. Каже се да је астечки цар Мексика, Монтезума II, 1520. тим напитком послужио шпанског освајача Ернана Кортеса. После тога је Кортес плод какаоа и ваниле пренео у Европу. Топла чоколада са укусом ваниле постала је хит на европским дворовима, али је тек 1602. Хју Морган, апотекар краљице Елизабете I, предложио да се ванила користи као зачин за друге ствари. Ванила је око 1700. године почела да се користи за алкохолна пића, дуван и парфеме. Данас су најважнији произвођачи махунастих плодова ваниле острва која је некад посједовала Француска, као што су Реинион и Коморска острва, заједно с Мадагаскаром који је главни произвођач. Интересантно је да свјеже махуне ваниле немају ни укус ни мирис. Оне се морају подврћи једном обимном процесу којим се добија ванилин који има посебан мирис и укус. Због ове обраде и неопходног ручног опрашивања, ванила је један од најскупљих зачина. Традиционални процес конзервирања у Мексику обавља се тако што се махуне распу по тамним ћебадима и оставе на сунцу ради почетног сушења. Данас је уобичајено да се за почетно сушење користе сушаре. Послије тога се ванила ставља у посебне кутије које се увију у ћебад и естерас или простираче да би се упарила, а после тога неколико дана наизменично обавља то влажење и сунчање ваниле све док махуне не добију тамну чоколаднобраон боју. Махуне се одлажу у оне исте кутије или на масни папиром да би се око 45 дана полако сушиле на дневној температури. Онда се око три мјесеца држе у затвореним посудама да би добиле своју потпуну арому. Постоји чак 150. врста ваниле, а данас се користе само двије врсте - Боурбон и Тахитиан ванила. Купује се као шипка или у праху. Никако не треба занемарити љековита својства ваниле. Познато је да су је становници Централне Америке користили као лијек против отрова, плућних болести и сифилиса. Екстракт ваниле садржи витамине Б групе и минерале као што су калцијум, магнезијум, калијум, манган, гвожђе и цинк. Поред тога, у свом саставу има ванилиоид, супстанцу сличну капсаицину из чилија и еугенолу из каранфилића, чија су љековита својства научно доказана. Ова ароматична биљка, моћан је антиоксиданс, помаже у лијечењу грипа и проблема са кожом. Такође, ублажава зубобољу, санира опекотине и регулише нередован менструални циклус.
Биљке из рода Ваниле су моноподијалне пењачице које формирају дуге и танке стабљике чија дужина може достићи и 35 m. Листови су кратки, дугуљасти, дебели и кожасти, а код неких врста чак и меснати, и имају тамно зелену боју. Постоје и неке врсте чији су листови јако мали, а док је код неких врста приметно потпуно одсуство листа и претпоставке су да се код њих фотосинтеза обавља у зеленим стабљикама. Из чворића са доње стране сваког листа образују се дуги и снажни ваздушни коренови који чврсто приањају за биљку домаћина.
Цветови се формирају у виду гроздова, а на сваком грозду може да се формира и до 100 цветова, али их обично нема мање од 20. Гроздови се обично формирају на кратким петељкама непосредно изнад пупа где је избио лист. Цветови су прилично крупни и обојени су у нијансама беле, жуте, зелене и светло кафене боје, и визуелно делују веома атрактивно и декоративно. Крунични и чашични листићи на сваком цвету су веома слични. Цветови ваниле код већине врста имају јако пријатан мирис. Цветови се отварају тек када потпуно израсту, а отворени су само током једног дана, од јутра до предвечерја, и уколико се у том периоду не изврши опрашивање, цвет се осуши и отпадне. Иако су цветови самооплодни за опрашивање је потребан опрашивач. Главни опрашивачи су пчеле из субплемена Meliponina, те колибрићи који се хране цветним нектаром. Код планташке производње опрашивање се врши вештачким путем.
Плод је од 10 до 20 cm издужена и месната махуна, што је неуобичајено код породице орхидеја. Плод постепено сазрева у периоду 8 до 9 месеци након цветања и постепено од зелене прелази у готово црну боју, а како дозрева добија интензивну арому. Унутар сваке махуне налазе се на хиљаде ситног семена које се заједно са махуном користи у индустријској производњи екстракта ваниле.
- Плодови ваниле
- Плантажно гајење
- Отворена плантажа
- Дивља ванила
- Сушење плодова ваниле
- Vanilla planifolia

## Врсте
Таксономија рода је јако сложена. Род Ваниле обухвата око 110 различитих врста, а свега 15 од њих даје ароматичне плодове и користе се у комерцијалној производњи.
Економски најраширеније и најисплативије врсте су:
- − „зачинска ванила”, потиче из Мексика и Средње Америке, а највише се узгаја на Мадагаскару, Реиниону и другим острвима Индијског океана.
- − „тахићанска ванила”, јако је слична зачинској ванили (разликује се по ароми) и узгаја се на острвима у јужном Пацифику. Иако садржи мање концентрације ванилина има више других ароматичних једињења и користи се код производње парфема.
- − „гваделупска ванила”, потиче из Средње и Јужне Америке, а комерцијално се узгаја на Карипским острвима. По својствима слична је тахићанској ванили.

| Поз.   | Држава               | Количина (у тонама) |
| ------ | -------------------- | ------------------- |
| 1.     | Индонезија           | 3.200               |
| 2.     | Мадагаскар           | 3.100               |
| 3.     | Мексико              | 463                 |
| 4.     | Папуа Нова Гвинеја   | 433                 |
| 5.     | Кина                 | 335                 |
| 6.     | Турска               | 290                 |
| 7.     | Тонга                | 198                 |
| 8.     | Уганда               | 161                 |
| 9.     | Француска Полинезија | 60                  |
| 10.    | Комори               | 35                  |
| 10.    | Реунион              | 35                  |
| Извор: |                      |                     |

Остале познатије врсте су:
- Blume — „безлисна ванила”
- — врста без листова
- — „мексичка ванила”
- — „тајландска ванила”[3]